# لکفورد
لکفورد (به انگلیسی: Lackford) یک روستا و محله مدنی در بریتانیا است که در St Edmundsbury واقع شده‌است. لکفورد ۲۷۰ نفر جمعیت دارد.